# Портола-Валли
Портола-Валли (англ. Portola Valley) — город в округе Сан-Матео в штате Калифорния в Соединённых Штатах Америки.
Согласно данным переписи населения США 2020 года число жителей города 
составляло 4456 человек, что, для такого небольшого населённого пункта, существенно больше (+ 2.4%), чем было во время предыдущей переписи проводившейся в 2010 году (4353 человека).

## История
В доколумбову эпоху на этих землях жили коренные американцы из народа олоне, но позже они были перемещены в испанские католические миссии Долорес и Санта-Клара-де-Асис. Задокументированная история этой местности восходит к 1833 году, когда губернатор Хосе Фигероа передал квадратную лигу земли Доминго Перальте и Максимо Мартинесу для создания ранчо Каньяда-дель-Корте-де-Мадера. В те дни оно занималось в основном лесозаготовками и выпасом скота.

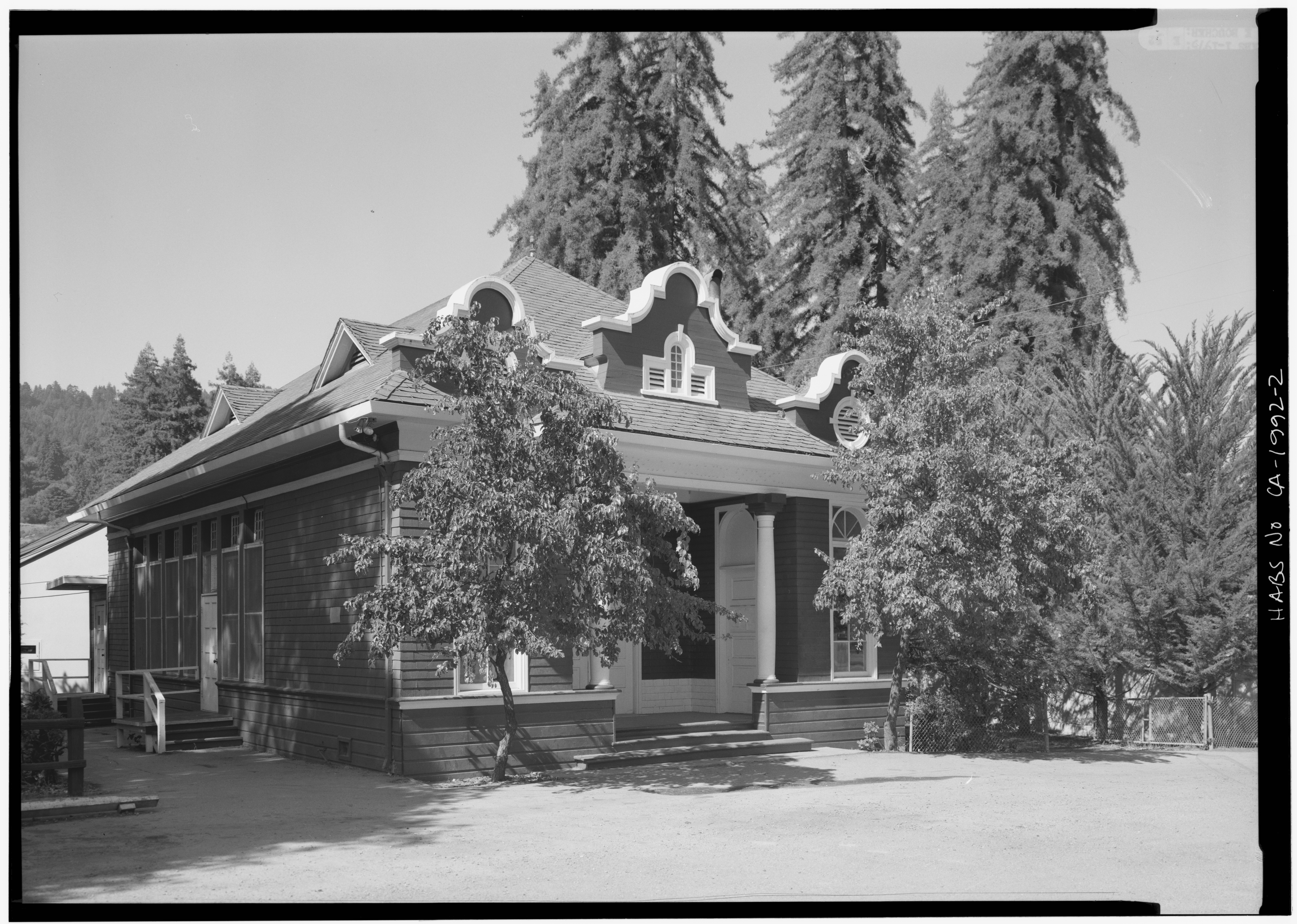
Старая средняя школа

Своё название сообщество получило в честь испанского исследователя Гаспара де Портола, который возглавил первую экспедицию европейцев, исследовавших полуостров Сан-Франциско в 1769 году.
К 1880-м годам американский бизнесмен и производитель канатов Эндрю С. Холлиди, построил свой загородный дом Eagle Home Farm в том месте, где сейчас находится Портола-Валли. Он также финансировал строительство 7341-футовуй канатной дороги от своего дома до вершины Скайлайн (англ. Skyline) в 1894 году, хотя после его смерти она была демонтирована.
14 июля 1964 года сообщество было включено в реестр штата Калифорния и Портола-Валли официально получил статус города. В 1970-м население города достигло своего пикового значения (4996 человек).

## География
Портола-Валли расположен на полуострове Сан-Франциско на восточном склоне гор Санта-Круз. Город находится к западу от межштатной автомагистрали 280. 

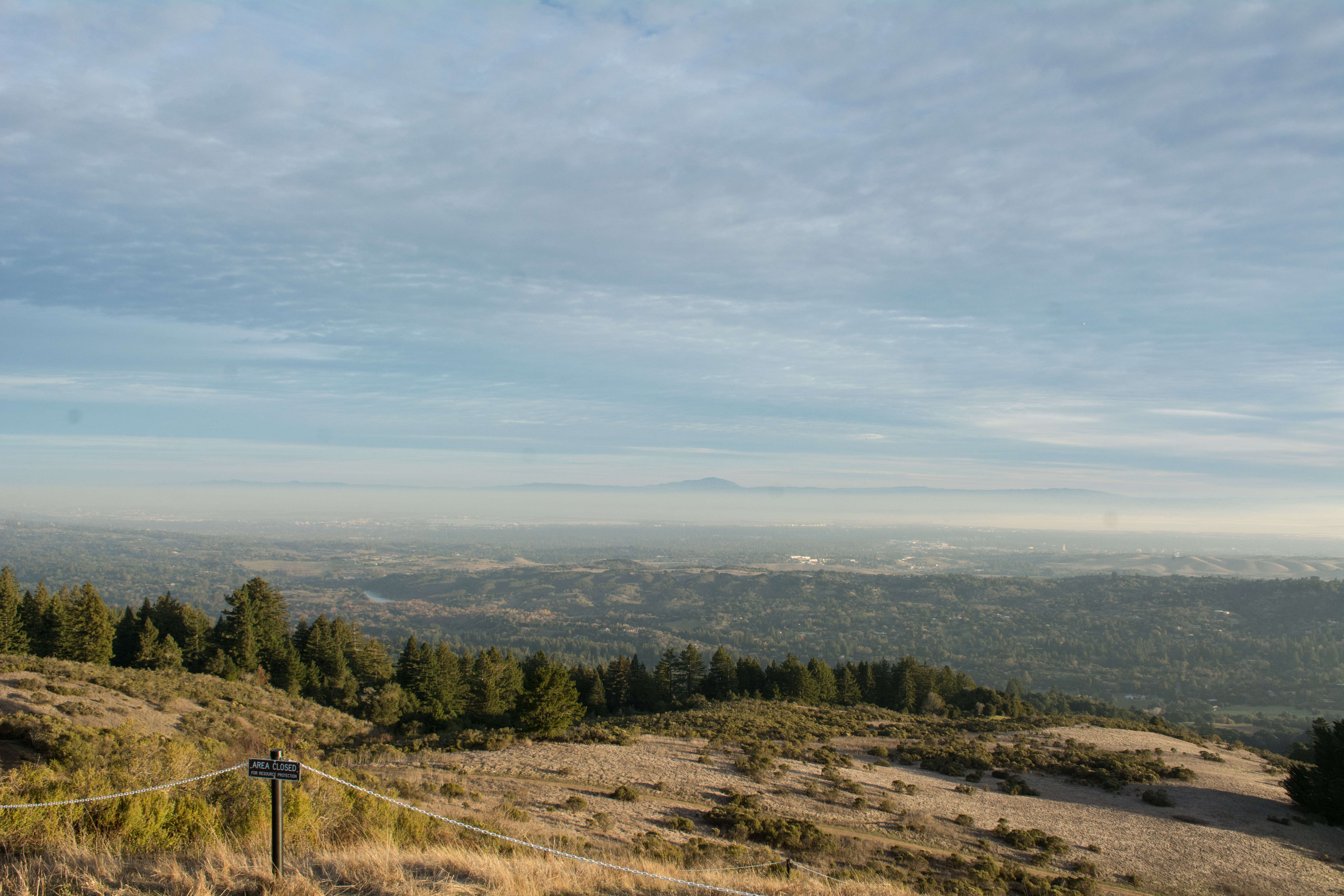
Утро в Портола-Валли

Большую часть юго-западной стороны города занимает заповедник, Вудсайд граничит с Портола-Валли на северо-западе, а Пало-Алто — на юго-востоке. Некорпоративное сообщество Ладера примыкает к северной границе города. Город находится в преимущественно лесистой местности с несколькими открытыми полями. Разлом Сан-Андреас делит город пополам.
Согласно данным представленным Бюро переписи населения США, общая площадь города составляет 9,099 квадратных мили (23,57 км2) из которых 99,98% приходится на сушу и 0,02% занимает водная поверхность.